# Nachal Amram
Nachal Amram (hebrejsky: נחל עמרם) je vádí v jižním Izraeli, v pohoří Harej Ejlat.
Začíná na jižních svazích vrchů Micpe Amram, Giv'at Amram a Giv'at Pu'a v nadmořské výšce okolo 500 metrů, cca 11 kilometrů severoseverozápadně od města Ejlat. Touto oblastí prochází turistická Izraelská stezka. Nachází se tu skalní útvar zvaný Amudej Amram (עמודי עמרם, Amramovy sloupy). Vádí pak směřuje k jihovýchodu rychle se zahlubujícím skalnatým kaňonem a prochází soutěskou mezi vrchy Har Amir a Giv'at Bahat. V dalším úseku vádí vstupuje do širšího údolí, které je již součástí příkopové propadliny vádí al-Araba. Podchází silnice číslo 90 a poblíž hranice s Jordánskem ústí do sběrného vodního kanálu, který odvádí zdejší sezónní vodní toky směrem k jihu, do Rudého moře.